# Komplementrezeptor 2
Komplementrezeptor 2 (synonym CD21) ist ein Oberflächenprotein.

## Eigenschaften
CD21 ist der Rezeptor von C3Dd im Komplementsystem. Es ist beteiligt am Transport von Immunkomplexen. CD21 wird von B-Lymphozyten, T-Lymphozyten, pharyngealen Epithelzellen, Astrozyten und follikuläre dendritische Zellen der Milz gebildet. Das Epstein-Barr-Virus verwendet den Komplementrezeptor 2 für den Zelleintritt. CD21 ist glykosyliert.